# Aconitum elwesii
Aconitum elwesii är en ranunkelväxtart som beskrevs av Otto Stapf. Aconitum elwesii ingår i släktet stormhattar, och familjen ranunkelväxter. Inga underarter finns listade i Catalogue of Life.